# Bagneux, Allier
Bagneux är en kommun i departementet Allier i regionen Auvergne-Rhône-Alpes i de centrala delarna av Frankrike. Kommunen ligger  i kantonen Moulins-Ouest som ligger i arrondissementet Moulins. År 2022 hade Bagneux 339 invånare.

## Befolkningsutveckling
Antalet invånare i kommunen Bagneux
Referens: INSEE